# Portero electrónico

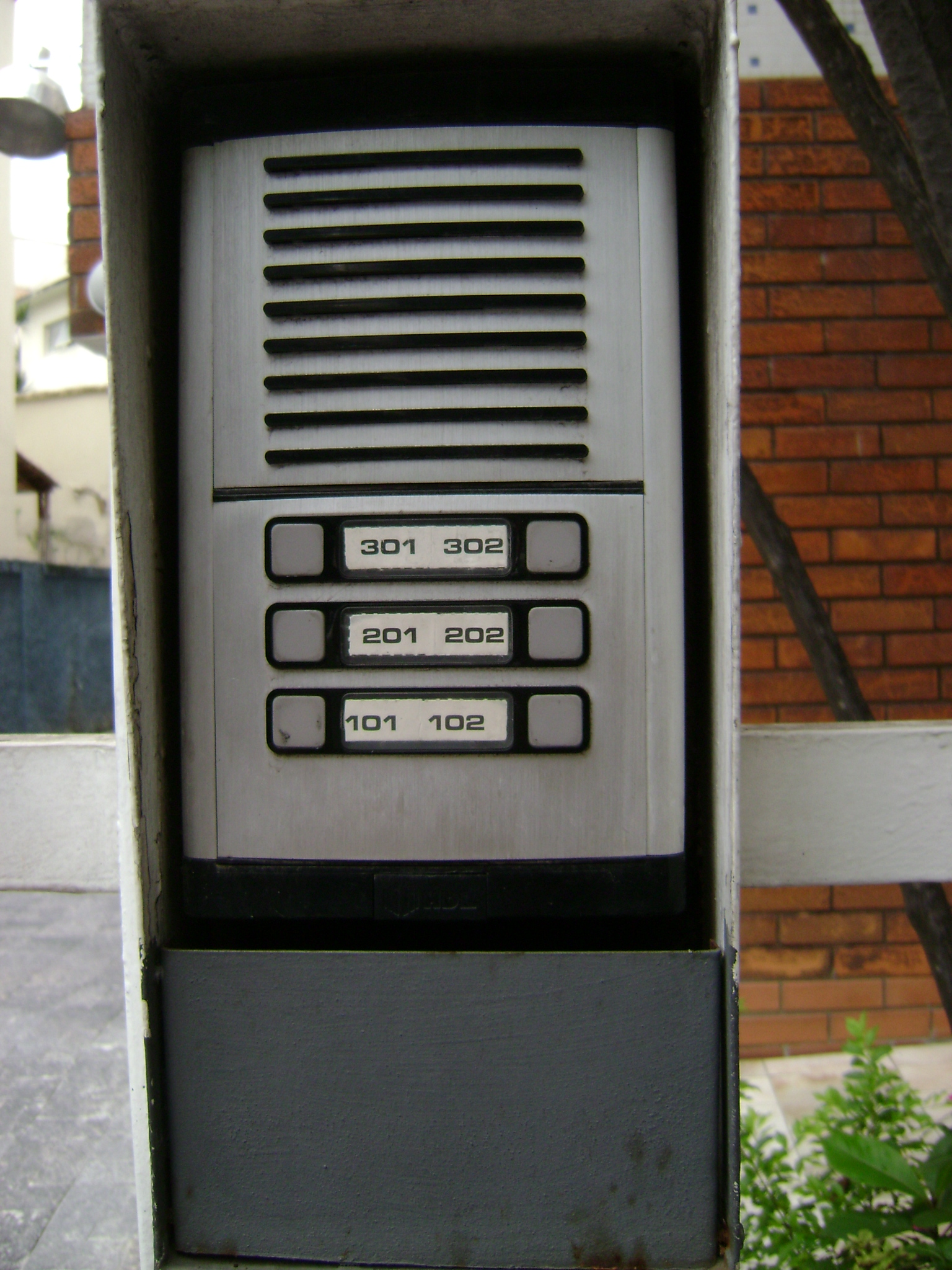
Interfono exterior de un portero electrónico

El portero electrónico, portero eléctrico, electroportero, portero automático, citófono, telefonillo, fonoporta, interfón o interfono es un conjunto de elementos eléctricos y electrónicos destinados a gestionar las llamadas a la puerta de entrada de una vivienda o de un edificio en general.

## Funcionamiento

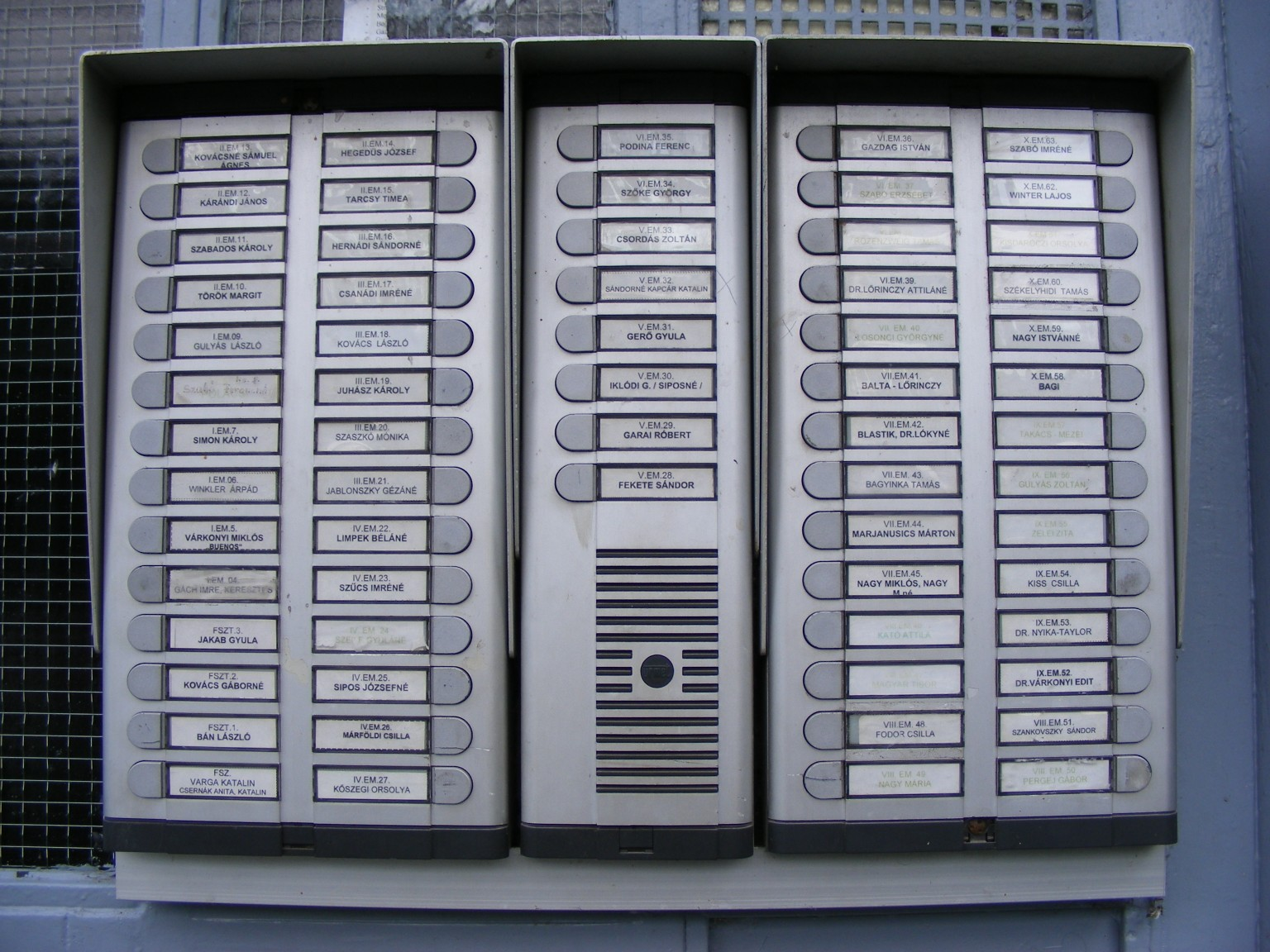
Moderna botonera exterior de un portero electrónico

En su versión más básica se trata de un interfono de comunicación doble (en dos sentidos) calle – casa – calle, con posibilidad de accionar un abrepuertas eléctrico que desbloquea la cerradura y permite que se abra la puerta para permitir el paso al interior.
En los lugares en los que hay más de una vivienda, el llamador de la calle, también llamado Placa de Pulsadores o simplemente Placa de Calle, está compuesto de un número determinado de pulsadores (habitualmente uno por vivienda) con el rótulo al lado del n.º de vivienda o piso o el nombre del inquilino.
Existen diversos sistemas de instalación, siendo la más tradicional la del sistema 4+1, es decir cuatro hilos para la alimentación, comunicación y abrepuertas y uno más para la llamada.

## Servicio

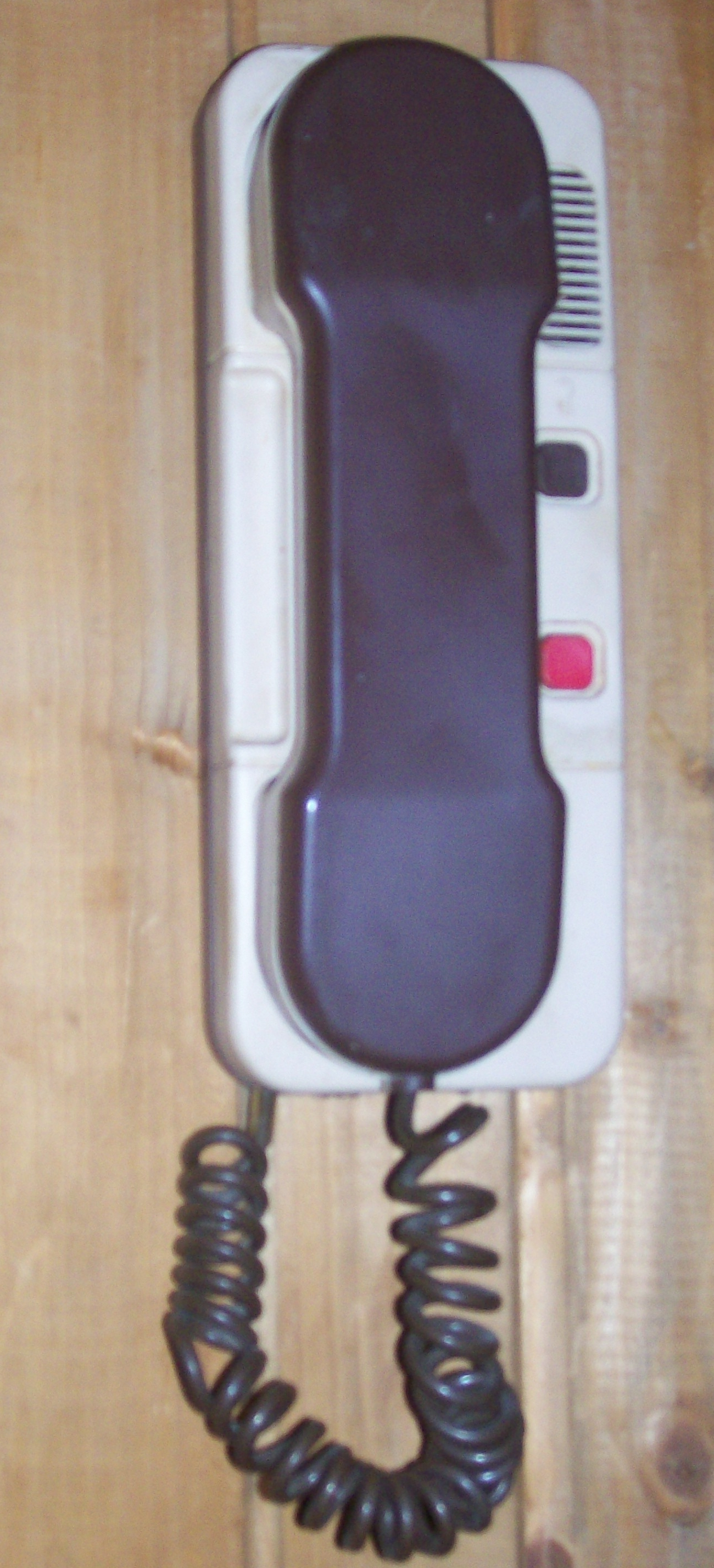
Interfono interior de un portero electrónico

La prestación común entre todos los modelos de porteros automáticos es la comunicación entre la puerta de calle y el usuario deseado y la función de abrepuertas, aunque en los modelos más sofisticados se incluyen elementos tales como la «privacidad entre usuarios», «accionado de luces o dispositivos» o la «visión de la entrada» para comprobar con quien se habla. Estos últimos modelos se les conocen como «videoportero».
En modelos de telefonillo más modernos se utiliza también la instalación a 2 hilos entre la placa de la calle y los teléfonos.
En sistemas de gran envergadura ha tenido un papel importantísimo la incorporación de la electrónica de última generación con la incorporación de los sistemas digitales.
La mayoría de los fabricantes han adoptado también la posibilidad de realizar la apertura de la puerta mediante un teclado de acceso.(Control de Accesos). Mediante la introducción de un código numérico secreto se acciona el abrepuertas. Aunque existe la posibilidad de utilizar igualmente sistemas de control de accesos mediante tarjeta magnética, sin contactos.

## Citófono virtual
Es una variación en la cual se utilizan programas de citofonía virtual Archivado el 15 de febrero de 2011 en Wayback Machine., con el cual es posible comunicarse a través de la línea telefónica tradicional (PSTN) hacia cada una de las residencias, despachos u oficinas del complejo, mediante un módem y utilizando los números previamente almacenados en el sistema, actualmente cuentan con muchas mejoras tecnológicas y capacidades que permiten minimizar el riesgo de intrusión.

## Interfonos IP
Los interfonos IP son unos dispositivos nuevos que presentan ventajas respecto a los tradicionales. La calidad no se degrada con la distancia, se pueden integrar en diversas aplicaciones de control en lugar de ser aparatos independientes e incluso, se pueden incorporar a las centralitas IP.
La alimentación se puede realizar a través del estándar PoE (Power over Ethernet ), simplificando la instalación y el mantenimiento de los dispositivos. También representa una importantísima ventaja el hecho de utilizar cableado estructurado y la posibilidad de utilizar fibra óptica para cubrir grandes distancias.

## Otras acepciones
En España, el portero electrónico es raramente conocido como tal. Es común en toda España el uso de la palabra telefonillo para designarlo; incluso en algunas zonas se le denomina mediante un localismo (como es el caso del Campo de Cartagena, donde se le conoce como fonoporta).